# Сали Брадфорд
Сали Брадфорд (на английски: Sally Bradford) е съвместен псевдоним на писателките Барбара Тейлър Брадфорд и Сали Сидън, авторки на произведения в жанра съвременен любовен роман.

## Произведения

### Самостоятелни романи
- The Arrangement (1987)
Споразумението, изд. „Арлекин България“ (1995), прев. Вихра Ганчева
- Deceive Me Darling (1988)
- Spring Thaw (1989)
- When Fortune Smiles (1989)
- Out on A Limb (1992)
Старите нови неща, изд. „Арлекин България“ (1994), прев. Саша Попова